# Balaenanemertes minor
Balaenanemertes minor är en djurart som tillhör fylumet slemmaskar, och som beskrevs av Ernest F. Coe 1936. Balaenanemertes minor ingår i släktet Balaenanemertes och familjen Balaenanemertidae. Inga underarter finns listade i Catalogue of Life.